# Lagosuchus talampayensis
Lagosuchus ("lepre coccodrillo") è un genere estinto di piccolo arcosauro, conosciuto per un'unica specie L. talampayensis, era non più lungo di 35 cm, risalente al Triassico medio. I suoi resti fossili sono stati ritrovati nell'odierna Argentina e risalgono a circa 235 milioni di anni fa, pesava circa 500 gr.

## Descrizione
Lagosuchus aveva una corporatura esile, con lunghe gambe snelle e piede ben sviluppato – caratteristiche che si ritroveranno pochi milioni di anni dopo nel primo dinosauro noto, Eoraptor. Queste caratteristiche evidenziano che l'animale era un agile predatore che sfruttava la sua velocità per inseguire piccole prede e per sfuggire a predatori più grandi, esso sfruttando l'habitat e la sua rapidità sfilava tra massi e foglie così che il predatore rinunciasse al predato. Poteva spostarsi sia su due sia su quattro zampe. La sua dieta era principalmente di insetti, in abbondanza nei boschi di latifoglie. Per controllare la presenza di predatori o di cibo, il lagosuchus si poggiava sulle zampe posteriori, come fanno oggi i cani della prateria (Cynomys). Possedeva una particolare struttura del bacino e la posizione delle zampe che lo legava con i dinosauri. Le ossa del polpaccio sono più lunghe che quelle della coscia, contributo alla velocità. Comunque, a causa dei pochi resti non possiamo definire perfettamente le caratteristiche di questo rettile.

## Classificazione
Nel 1971 Alfred Sherwood Romer descrisse i resti frammentari di un rettile arcosauro di piccole dimensioni, a cui diede il nome di Lagosuchus talampayensis. Successivamente vennero scoperti altri esemplari fossili, che vennero attribuiti a un'altra specie, Lagosuchus lilloensis. Nel 1994, Sereno e Arcucci pubblicarono uno studio nel quale asserirono che i resti di L. talampayensis erano troppo frammentari per poter definire con certezza l'animale, che cadde così nel calderone dei nomina dubia. I resti fossili di L. lilloensis furono poi attribuiti al nuovo genere Marasuchus. Certi studiosi credono che sia l'antenato dei rettili volanti emersi a fine triassico. In ogni caso, il lagosuco è generalmente considerato come strettamente imparentato con i dinosauri, come membro dei Dinosauromorpha.

## Nella cultura di massa
Un gruppo di Lagosuchus appare nel film 65 - Fuga dalla Terra (2023), qui vengono tuttavia erroneamente rappresentati nel periodo Cretaceo, sebbene siano vissuti numerosi milioni di anni prima. Inoltre gli esemplari del film raggiungono le dimensioni di un lupo, contrariamente all'animale vero, e il loro design ricorda molto quello dell'Indoraptor apparso nel film Jurassic World - Il regno distrutto (2018).